# ربعو
ربعو (به عربی: ربعو) یک روستا در سوریه است که در ناحیه مرکزی مصیاف واقع شده‌است. ربعو ۲٬۲۸۸ نفر جمعیت دارد.